# Zeitung des Departements der Weser-Mündungen
Die Zeitung des Departements der Weser-Mündungen bzw. das Journal du Département des Bouches du Weser war eine nordwestdeutsche Zeitung der Jahre 1812 und 1813.

## Geschichte

Ausgabe 19/1813 der Zeitung des Departements der Weser-Mündungen

Nachdem die vormals souveräne Hansestadt Bremen am 1. Januar 1811 zwangsweise ins Kaiserreich Frankreich eingegliedert und Hauptstadt des neugeschaffenen französischen Départements des Bouches du Weser geworden war, erging am 1. Februar 1812 die Verordnung, dass fortan im gesamten Departement nur noch eine einzige Zeitung erscheinen durfte, die Artikel politischen Inhalts veröffentlichte. Bereits am folgenden Tag erschien die erste Ausgabe der neuen Zeitung des Departements der Weser-Mündungen, einer zweisprachigen Zeitung, die das offizielle Sprachrohr der französischen Obrigkeit darstellte. In der ersten Ausgabe wurde bekanntgemacht, dass jegliche andere Form des Zusammentragens und Publizierens von Nachrichten und Informationen fortan verboten war. Als Folge musste die erste Bremer Zeitung, die seit 1741 gedruckt wurde, ihr Erscheinen einstellen.
Die neue Zeitung berichtete neben unerheblichen und aussagearmen Auslandsmeldungen vorwiegend von militärischen Ereignissen, wobei die Geschehnisse für gewöhnlich in propagandistischer Absicht zu Gunsten Frankreichs verzerrt dargestellt wurden. Der Informationswert des Journals du Département des Bouches du Weser war entsprechend gering.
Nach der ersten Befreiung Bremens durch den russischen General Friedrich Karl von Tettenborn am 15. Oktober erschien das Journal für einige Tage nicht. Da Tettenborn am 18. Oktober wieder aus der Stadt abzog, besetzten französische Truppen unter General Lauberdière am 21. Bremen erneut. Am 22. Oktober erschien mit der Ausgabe Nummer 166 wieder das Journal. Allerdings erhielt Lauberdière schon am 25. die Meldung von Napoleons Niederlage bei Leipzig, woraufhin er sich entschloss, Bremen zu räumen. Mit dem Ende der französischen Besatzungsherrschaft erschien am 26. Oktober Nummer 168 als letzte Ausgabe der Zeitung des Departements der Weser-Mündungen.